# Marian Kister
Marian Kister (ur. 28 czerwca 1897 w Mościskach, zm. 6 stycznia 1958 w Nowym Jorku) – polski wydawca, współzałożyciel i współwłaściciel Towarzystwa Wydawniczego „Rój” w Warszawie oraz Roy Publishers w Nowym Jorku.

## Życiorys
Urodził się 29 czerwca 1897 w Mościskach, był wyznania mojżeszowego. Był synem Józefa Kistera (w 1914 starszy oficjał kancelaryjny w C. K. Sądzie Obwodowym w Sanoku) i Cecylii.
Kształcił się w C. K. Gimnazjum Arcyksiężniczki Elżbiety w Samborze, gdzie w trakcie VI klasy 6 maja 1913 wystąpił ze szkoły. Uchwałą Rady Miejskiej w Sanoku z około 1915/1916 został uznany przynależnym do gminy Sanok. Podczas I wojny światowej w 1915 wstąpił do szkoły oficerskiej C. K. Armii. Brał udział w walkach przeciw wojskom rosyjskim, otrzymał odznaczenie za odwagę. Został mianowany podporucznikiem w rezerwie piechoty z dniem 1 grudnia 1917. Około 1918 był oficerem rezerwy 10 pułku piechoty. W 1918 ukończył C. K. Gimnazjum w Sanoku.
Po odzyskaniu przez Polskę niepodległości został przyjęty do Wojska Polskiego. Został zweryfikowany w stopniu podporucznika ze starszeństwem z dniem 1 czerwca 1919. Brał udział w wojnie polsko-bolszewickiej, w czasie której trafił do niewoli. Po zwolnieniu wrócił do Mościsk, aby ukończyć przerwaną edukację. Następnie studiował matematykę na Uniwersytecie Jana Kazimierza we Lwowie. W czasie studiów udzielał korepetycji. Wśród jego uczniów znalazła się Hanna Adolf, która 12 lipca 1922 została jego żoną. W 1923 ponownie został uznany przynależnym do gminy Sanok (był wówczas studentem). W Wojsku Polskim został awansowany na stopień porucznika rezerwy piechoty ze starszeństwem z dniem 1 czerwca 1919. W 1923, 1924 był oficerem rezerwowym 61 pułku piechoty w Bydgoszczy. W 1934 był oficerem rezerwowym 21 pułku piechoty w Warszawie – pozostawał wówczas w ewidencji Powiatowej Komendy Uzupełnień Warszawa Miasto III.
W 1922 przeniósł się do Wilna, gdzie wydał własne tłumaczenie Dzieciństwa Maksima Gorkiego. Zwrócił tym na siebie uwagę warszawskich wydawców. W 1924 osiadł w Warszawie i wraz z Melchiorem Wańkowiczem założył Towarzystwo Wydawnicze „Rój”. W wydawnictwie tym zajmował się sprawami finansowymi i technicznymi, podczas gdy Wańkowicz sprawował kierownictwo literackie.
W sierpniu 1939 Kister przebywał służbowo w Londynie. Po wybuchu wojny nie wrócił do kraju. Jego żona i dwie córki przedostały się do Portugalii, skąd cała rodzina odpłynęła wiosną 1941 do Stanów Zjednoczonych. Tam próbował sił na rynku wydawniczym, zakładając wydawnictwo Roy Publishers. Początkowo działalność była prowadzona bez większego powodzenia, do czasu, gdy w kwietniu 1944 powieść Zofii Kossak Blessed Are the Meek (Bez oręża) została wybrana przez księgarnię wysyłkową Book of the Month Club. To spowodowało rozkwit wydawnictwa, które nastawiło się na wydawanie twórczości polskich pisarzy na rynku amerykańskim. Ocenia się, że wydawnictwo Roy wprowadziło na rynek amerykański więcej polskich pisarzy niż jakiekolwiek inne.
Zamieszkiwał w Nowym Jorku. Zmarł w swym domu w Nowym Jorku. Został pochowany na cmentarzu Mount Auburn w Cambridge (Massachusetts). Na jego nagrobku wyrzeźbiono ul – symbol wydawnictwa. Po jego śmierci wydawnictwo Roy Publisher było prowadzone przez jego żonę, Hannę.

## Odznaczenia
- Srebrny Wawrzyn Akademicki (5 listopada 1935)[17].